# Kladívko (anatomie)
Kladívko (latinsky: malleus) je jednou ze sluchových kůstek středního ucha, která je připojena k vnitřnímu povrchu bubínku. Jeho úkolem je přenášet zvukové vibrace z bubínku (membrana tympani) na kovadlinku (incus). Kladívko je specifické pro savce a embryologicky vychází z prvního faryngeálního oblouku, stejně jako například kosti žvýkacího ústrojí (horní a dolní čelist).